# Slashdot

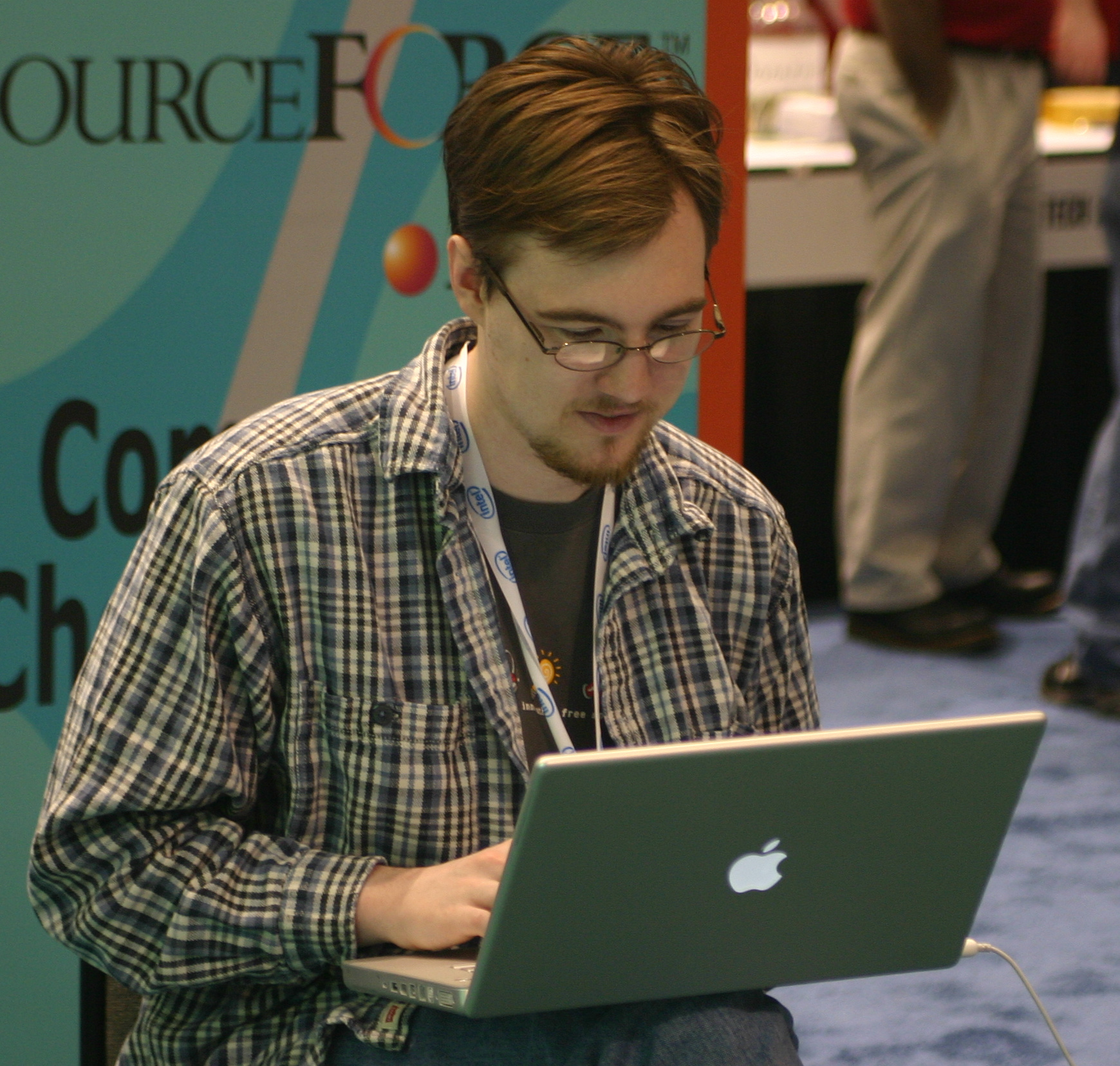
Oprichter Rob Malda

Slashdot is een populaire Engelstalige nieuwssite voor technisch georiënteerde mensen. De site bericht voornamelijk over computers en in het bijzonder vrije software, wetenschap en technologie in het algemeen. Ook bericht Slashdot over persoonlijke rechten (onder YRO, Your Rights Online). De slogan van Slashdot is: News for Nerds. Stuff that Matters. (Nieuws voor  nerds, zaken die ertoe doen)
Slashdot werd in 1997 opgericht door Rob Malda, alias CmdrTaco. Op 30 juli 1999 verkocht Malda Slashdot aan het bedrijf Andover en in september dat jaar ging Andover naar de beurs. In februari 2000 werd Andover overgenomen door VA Linux systems.
Momenteel is Slashdot eigendom van Slashdot Media.
Slashdot raakte roemrucht om zijn eigenschap veel websites genadeloos lam te leggen, het zogenoemde slashdoteffect. Op het moment dat een externe website in een nieuwsartikel gelinkt wordt, raakt de website overbelast door de vele Slashdotbezoekers. Nieuwe technieken zoals load balancers vermijden dit type problemen anno 2014.